# Palba do vlastních řad
Palba do vlastních řad (anglicky friendly fire) je vojenský útok na spřátelené jednotky, původně zamýšlený jako útok na nepřítele, buď kvůli mylné identifikaci cíle jako nepřátelského nebo kvůli poruše či nepřesnosti zbraní. Palba, která nebyla zamýšlena proti nepřátelům, například výstřel kvůli nedbalému zacházení se zbraní nebo cílená střelba do vlastního vojska z disciplinárních důvodů není považována za „friendly fire“. Ani nechtěné poškození civilních osob nebo objektů není nazýváno „friendly fire“, místo toho se někdy používá pojem „collateral damage“ (vedlejší škody).

## Příklady
- Během války ve Vietnamu v důsledku palby do vlastních řad zemřelo 18 % z celkového počtu 58 220 mrtvých vojáků Armády Spojených států.[3]